# Just Cause (herní série)
Just Cause je akční dobrodružná série videoher vytvořená společností Avalanche Studios. Původně tyto hry vydávalo studio Eidos Interactive, ale do roku 2009 přešel kompletní vývoj k studiu External Studios patřící společnosti Square Enix. Série se skládá z her Just Cause, Just Cause 2, Just Cause 3 a Just Cause 4.
Celá série se inspirovala Invazí Spojených států amerických do Panamy, ta měla krycí název "Operation Just Cause".

## Přehled
Hry se odehrávají na fiktivních ostrovech. Hlavní postava, za kterou hrajeme, je tajný agent Rico Rodriguez. Mezi jeho dovednosti patří plavání nebo výcvik se zbraní. Ve hrách se vyskytují i ovladatelná vozidla. Od třetího dílu hráči mohou cestovat po mapě pomocí padáku, háku a wingsuitu.
Během hry procházíme hlavní dějovou linií a několika vedlejšími misemi. Ty zahrnují osvobození vesnice nebo převzetí vily drogového kartelu. Když zrovna neplníme žádné mise, můžeme prozkoumávat otevřený svět.

## Videohry
| 2006      | Just Cause        |         |
| 2010      | Just Cause 2      |         |
| 2015      | Just Cause 3      |         |
| 2018      | Just Cause 4      |         |
| 2021-2023 | Just Cause Mobile | zrušeno |

## Filmové adaptace
Poprvé se filmová adaptace začala plánovat v roce 2010. Film měl nést název Just Cause: Scorpion Rising. Nikdy ale k filmování nedošlo.
V roce 2015 producent Adrian Askarieh uvedl, že by rád dohlížel na společný vesmír filmů o hrách Just Caus, Hitman, Tomb Raider, Deus Ex a Thiefe, přiznal ale, že na Tomb Raidera nemá autorská práva. V květnu 2017 reportéři serveru Game Central britského deníku Metro naznačili, že sdílené univerzum je nepravděpodobné, protože v případě filmů Just Cause, Deus Ex ani Thief nedošlo k žádnému pokroku.
Po častých změnách na postech režisérů, producentů a hlavních herců bylo v květnu 2024 uvedeno několik hlavních lidí filmu. Režisér Ángel Manuel Soto, producenti David Leitch a Kelly McCormick a distributor Universal Pictures.